# Castello di Pellegrino Parmense
Das Castello di Pellegrino Parmense ist eine mittelalterliche Höhenburg auf einem Hügel in der Nähe des Dorfes Pellegrino Parmense in der italienischen Region Emilia-Romagna.

## Geschichte
Die ursprüngliche Festung ließ Adalbert von Baden zur Verteidigung der benachbarten Siedlung vermutlich im Jahr 981 errichten. Er stammte vom Familienzweig der Obertenghi und wurde vom Kaiser des Heiligen Römischen Reiches, Otto II. in die Markgrafschaft investiert. Seine beiden Söhne Umbertino und Bertoldo gründeten das bedeutende Adelsgeschlecht der Pallavicini.
In den folgenden Jahrhunderten war die Burg zwischen den Städten Parma und Piacenza umstritten; letztere versuchte mehrfach, sie in ihren Besitz zu bringen. 1198 wandte sich der Kardinal Petrus Capuanus, Diakon von Santa Maria in Via Lata, an Borgo San Donnino, um die beiden Konkurrenten zu befrieden, wurde aber bei seiner Reise entlang des Stironetals von Guglielmo Pallavicino überfallen, der ihn all seines Besitzes beraubte. Die reiche Beute ermöglichte es dem Markgrafen, die Burg völlig neu aufzubauen, die von da an für lange Zeit als uneinnehmbar galt.
Der Markgraf Oberto II. Pallavicino, ein wilder, ghibellinischer Condottiere, unterwarf die Guelfen von Parma, die, da sie die Festung nicht erobern konnten, gezwungen waren, ihm eine Pension von 1000 kaiserlichen Lire zu bezahlen, aber sie verschonten ihn nicht vor dem Angriff auf das Castello di Ravarano, das sich ebenfalls in seinem Besitz befand, und dessen Zerstörung.
1304 wurde die Burg, die damals Manfredino Pallavicino gehörte, von Francesco Scotti, dem Herrn von Piacenza, angegriffen. Er belagerte die Burg mit Hilfe von Ghiberto da Correggio und der Truppen der Stadt Parma unter der Führung von Niccolò da Fogliano 15 Tage lang, aber sie widerstand und er griff die Rocca di Belvedere an, die zerstört wurde.
1307 griff der Alberto Scotti nach der Rebellion von Pellegrino Parmense und Bardi gegen die Autorität des Herrn von Piacenza die Rebellen an und es gelang ihm, Bardi, Borgotaro und Castell’Arquato zu erobern. Nur Pellegrino Parmense war imstande, jedem Angriff zu widerstehen, sodass sich die Truppen von Piacenza zurückziehen mussten.
Die Burg verlor ihren Ruf der Uneinnehmbarkeit im Jahre 1428, als die Truppen des Herzogs von Mailand, Filippo Maria Visconti, unter der Führung von Condottiere Niccolò Piccinino sie angriff. Der Markgraf Manfredo Pallavicino wurde gefangen genommen und unter Folter gezwungen, zuzugeben, dass er sich gegen den Herzog verschworen hätte, der ihn dann zum Tode verurteilte.  1438 wurde das Lehen Pellegrino, reduziert zu einer Grafschaft Piccinino zugesprochen, der die Burg verstärkte, indem er den Mauerring soweit ausdehnen ließ, dass er auch die Häuser und die Kirche der Siedlung umfasste. Dem Grafen folgten dessen Söhne Francesco und Jacopo Piccinino nach.
1449 eroberte der Condottiere Alessandro Sforza die Burg, die 1472 Gabriella Gonzaga, die Gattin von Corrado da Fogliano, kaufte, der wiederum Bruder mütterlicherseits des Herzogs Francesco I. Sforza war. Der Herzog Galeazzo Maria Sforza erhob das Lehen von Pellegrino erneut zur Markgrafschaft und investierte seinen Vetter Ludovico Fogliani darin, dem er erlaubte, seinem eigenen Nachnamen den Namen „Sforza“ hinzuzufügen.
Der letzte Markgraf Giovanni Fogliani Sforza d’Aragona, der ab 1755 Vizekönig von Sizilien war, verzichtete 1759 auf seine Lehen zugunsten von Federico Meli-Lupi di Soragna, dem Sohn seiner Schwester. Nach dessen Tod fiel die Markgrafschaft an seinen Sohn Carlo, der 1805 aufgrund der Dekrete Napoleons über die Abschaffung der Feudalrechte im Herzogtum Parma und Piacenza gezwungen war, Pellegrino aufzugeben.
Später fiel die Burg an die Familie Boccoli, die sie 1817 an die Pettenatis weiterverkaufte. Deren Nachkommen verkauften die Burg während des Ersten Weltkrieges. Diese wurde aller Möbel beraubt und diente als Zimmerei.
Im Zweiten Weltkrieg wurde die Festung von den Deutschen requiriert, die sie als Aussichtsturm und Unterkunft für Soldaten nutzten.
Später wechselte die Burg noch mehrmals ihren Besitzer. Auf Carlo Raggio folgten zunächst die Bottegos und dann die Tomelleris, die die ersten bedeutenden Restaurierungsarbeiten durchführen ließen. Nach 1990 kaufte die Burg der Unternehmer Camillo Catelli, der die Arbeiten abschließen ließ, wobei auch die Kapelle und der Turm wiederhergestellt wurden. Außerdem stattete er die Säle mit alten Möbeln aus.

## Beschreibung
Die Burg liegt auf einem Hügel und besteht aus einem hohen, rechteckigen Baukörper, an den auf der östlichen Schmalseite ein großer Turm mit quadratischem Grundriss angebaut ist. Außen erheben sich einige Abschnitte des Mauerrings, der ebenfalls einen rechteckigen Grundriss hat. Ursprünglich gab es vier Ecktürme, von denen nur noch die beiden auf der Ostseite erhalten sind.
Die strengen Steinfassaden zeichnen sich durch eine ausgeprägte Anschrägung der dicken Mauern in den unteren Stockwerken und durch einige kleine Fenster als Zeugnis für den starken Verteidigungszweck der Anlage aus. An den Vorderseiten sind darüber hinaus einige verschlossene Doppelfenster zu sehen, wogegen entlang des oberen Umfangs des zentralen Baukörpers die alten vermauerten Zinnen zu erkennen sind.
Im Inneren gibt es neben den zahlreichen Sälen, die mit antiken Möbeln bestückt sind, auch alte Räume für das Dienstpersonal und die Gefängnisse, darunter die Zelle, in der der letzte Markgraf Manfredo Pallavicino gefoltert und durch Strangulation hingerichtet wurde.

## Der angebliche Geist
Die Burg ist für ihren angeblichen Geist in Gestalt der „weißen Dame“ bekannt, die 1827 das erste Mal gesehen worden sein soll, wie in offiziellen Dokumenten angegeben ist, die heute noch existieren.
Nach den ersten Manifestationen des mit einem weißen Mantel gekleideten Gespenstes, die von einigen Bewohnern der Siedlung unter Eid bezeugt wurden, verbreitete sich die Nachricht schnell im gesamten Herzogtum Parma und Piacenza und es begannen sich in Pellegrino immer mehr Neugierige aus dem gesamten Herzogtum um die Burg zu sammeln und den Erscheinungen beizuwohnen, die sich stets zwischen 18.15 Uhr und Mitternacht ereignet haben sollen. Eine gewisse Zeit lang zählte man durchschnittlich 300 Besucher pro Tag, aber das Phänomen begann nach einiger Zeit die Regierungsbehörden zu verärgern, die beschlossen, vor Ort eine Abteilung herzoglicher Dragoner zu stationieren, um jede Art von Menschenansammlung zu verhindern. Nach ihrer Ankunft hörten die öffentlichen Erscheinungen der weißen Dame vollständig auf.